# Deutsches Luftwaffenkommando USA/Kanada
Das Deutsche Luftwaffenkommando USA/Kanada (DtLwKdo USA/CAN) war eine militärische Dienststelle der Luftwaffe der Bundeswehr in Fort Bliss in den Vereinigten Staaten (USA). Ihm waren u. a. das Taktische Aus- und Weiterbildungszentrum Flugabwehrraketen USA und das Fliegerische Ausbildungszentrum der Luftwaffe unterstellt.

## Geschichte
Schon bald nach der Gründung der Luftwaffe fanden viele Ausbildungsgänge für die Luftwaffe in den Vereinigten Staaten von Amerika statt. Darum entsandte die Luftwaffe ab Mitte 1957 einige Verbindungsoffiziere in die USA. Ab Sommer 1958 wurde der Deutsche Luftwaffen Verbindungsstab in USA in Fort Bliss (El Paso) in Texas aufgestellt. Seine Aufgabe bestand vor allem in der Betreuung der in den USA zur Ausbildung weilenden Luftwaffensoldaten. Die weitere Intensivierung der Ausbildung in den USA erforderte bald eine Vergrößerung dieses Verbindungsstabes. Daher wurde am 1. August 1966 das Deutsche Luftwaffenausbildungskommando USA (DtLwAusbKdo USA) in Fort Bliss aufgestellt. Am 1. April 1988 wurde das Kommando in Deutsches Luftwaffenkommando USA/Kanada umbenannt und im Zuge der Neuausrichtung der Bundeswehr am 30. September 2013 aufgelöst.
Nach Auflösung des Kommandos wurden die verbleibenden Aufgaben einschließlich der Führung der bis dahin dem DtLwAusbKdo USA unterstellten Dienststellen zum 1. Oktober 2013 dem Fliegerischen Ausbildungszentrum der Luftwaffe (FlgAusbZLw) übertragen.

## Auftrag
Es führte truppendienstlich die unterstellten Verbände, Dienststellen, Einheiten und Teileinheiten sowie die Luftwaffenverbindungs- und Austauschoffiziere/-unteroffiziere. Der Kernauftrag bestand im Wesentlichen in der Sicherstellung der Aus- und Weiterbildung von Luftfahrzeugbesatzungen und von Personal der bodengebundenen Luftverteidigung sowie der Unterstützung von Luftwaffenübungen auf dem nordamerikanischen Kontinent.
Aus diesem Auftrag ergaben sich folgende wesentliche Aufgaben:
- Vertretung der deutschen Belange bei der US Air Force, US Army und US Navy
- Koordinierung von Zuständigkeiten zwischen deutschen und US-Dienststellen
- Auswertung von Erfahrungen und Erkenntnissen
- Erarbeitung von Vorschlägen und Empfehlungen für die Fortentwicklung und Anpassung der Ausbildung an den Bedarf der Verbände
- Unterstützung der Ausbildung der Luftwaffenverbände
- Überwachung:
  - der personellen und materiellen Einsatzbereitschaft der Ausbildungseinrichtungen
  - der logistischen Versorgung der Ausbildungseinrichtungen, soweit sie in deutscher Verantwortung liegt
- Presse- und Öffentlichkeitsarbeit

## Unterstellte Verbände
- Fliegerisches Ausbildungszentrum der Luftwaffe in Alamogordo (New Mexico), USA
- Dienstältester Deutscher Offizier/Deutscher Anteil EURO NATO Joint Jet Pilot Training Sheppard Air Force Base (Texas), USA
- 2. Deutsche Luftwaffenausbildungsstaffel in Pensacola (Florida), USA
- 3. Deutsche Luftwaffenausbildungsstaffel in Goodyear (Arizona), USA
- Taktische Aus- und Weiterbildungszentrum Flugabwehrraketen Luftwaffe (ehemals Raketenschule der Luftwaffe) in El Paso, Texas, USA